# Armamar (freguesia)
A Freguesia de Armamar, com sede na vila que lhe dá o nome, é uma freguesia portuguesa do Município de Armamar com 16,76 km² de área e 1510 habitantes (censo de 2021), tendo, por isso, uma densidade populacional de 90,1 hab./km².
Em 2013, no âmbito de uma reforma administrativa nacional, as Freguesias de Coura e de Tões foram extintas tendo o seu território sido agregado ao da Freguesia de Armamar.

## Descrição
Armamar está implantada a sul do vale do Douro numa encosta íngreme e tem aos seus pés a cascata da Misarela, um miradouro de onde se avista o cenário paisagístico do douro. Da freguesia faz ainda parte a povoação de Travanca.
É aqui que estão concentradas as infraestruturas e os serviços que dão apoio a todo o Município: Câmara Municipal, Tribunal, Centro de Saúde, Agrupamento de Escolas (1.º, 2.º, 3.º ciclo e secundário). GNR, Correios, Repartição de Finanças, agências bancárias, entre outros.
Do património histórico destaca-se: a igreja matriz, de invocação a São Miguel, patrono da freguesia (embora as festas anuais sejam feitas a São João) único monumento no Município classificado como monumento nacional; algumas capelas, (capela do Espírito Santo, capela de Santa Bárbara, capela de São Lázaro, etc.) muitas são propriedade anexa de casas brasonadas; as ruelas do lugar do Outeiro com reminiscências do período medieval; e a cascata da Misarela com o seu miradouro.
No lugar de Travanca há também diversas casas brasonadas que são dignas da atenção de quem por ali passa, exemplo da Casa Grande. Um dos últimos senhores da Casa Grande foi o Dr. António Carlos de Magalhães de Mendonça Pimentel, Juiz Conselheiro e Governador Civil do Distrito de Viseu entre 1893 e 1894. Merecem ainda destaque a capela de São Cristóvão, padroeiro de Travanca, a capela de Santo António (1665) anexa da Casa Grande, a capela de Nossa Senhora do Bom Despacho (1679) e a Capela de Nossa Senhora das Neves (1669).
Armamar tem atualmente como estruturas de educação: dois Jardins de Infância (um público e outro privado); a Escola Gomes Teixeira (2.º e 3.º ciclo e ensino secundário) e a nova escola básica que reúne todos os alunos do 1.º ciclo do ensino básico. Em Armamar funciona ainda uma creche, propriedade de uma instituição privada sem fins lucrativos, a Fundação Gaspar e Manuel Cardoso, que também possui um lar de idosos.
Na freguesia têm expressão, em termos económicos, o setor dos serviços mas também a agricultura, caracterizada pela produção sobretudo de vinhos, de mesa e generosos, e maçã. O setor secundário está também representado por unidades de transformação de carnes instaladas em Travanca, algumas industrializadas e outras de âmbito mais familiar.

### Lugares

#### Coura
Coura é uma aldeia muito antiga pois aqui se encontram vestígios pré-históricos, que vêm desaparecendo ao longo do tempo. Também aqui “passava” uma via da época romana tendo ficado alguns troços da mesma a caminho de Arícera.
O solo arenoso e pobre associado a terrenos com grandes declives ditaram que a agricultura fosse, ao longo dos tempos, praticada em pequenos “calços” onde se produz batata, maçã e castanha. Antigamente eram cultivados cereais como trigo, centeio e cevada e, a juntar à agricultura, fazia-se também criação de gado ovino e caprino.
A aldeia conserva ainda nas suas ruelas e casas muito da arquitetura de povoado medieval que facilmente transportam para uma viagem no tempo quem a visita.
Para além do património já referido merece ainda destaque a igreja dedicada a São João Baptista, em tempos filial de Armamar. Há também uma capela de invocação a São Vicente, situada fora da aldeia, junto do cemitério.

#### Tões
Segundo a tradição o local primitivo de implantação do povoado de Tões terá sido num declive da Fraga da Pena, lugar das Cortinhas, não muito distante da capela da Sra. da Guia. E, de facto, lá têm aparecido alguns vestígios arqueológicos (restos de cerâmica e outros).
Em 1527 Tões era um pequeno lugar, apenas com 30 moradores, do termo da vila de Armamar. Nesta altura ainda não existia a paróquia independente de Sta. Senhorinha e Tões era anexo da Paróquia de S. Miguel de Armamar. O primitivo templo de Santa Maria localizava-se no lugar já referido das Cortinhas e daí terá surgido o culto à Sra. da Guia. Do novo templo tem-se referências no início do século XVII.
Para além do património já referido, em Tões conta-se ainda a capela de Sto. António, a capela da Sra. da Graça, particular e integrada na Quinta da Lama Redonda e a Fonte Velha (1701).
A capela da Senhora da Guia foi construída por voto antigo das populações de Aldeias e Tões e posteriormente reconstruída (há referências de que se encontrava em ruínas em 1606) pelas mesmas povoações em 1676 e por iniciativa de Manuel Cardoso Leitão e sua mulher Serafina Teixeira de Lucena, as mesmas pessoas que mandaram fazer a capela da Senhora das Neves em Travanca. A romaria a esta capela, na segunda-feira de Páscoa, foi sempre muito concorrida.
A Quinta da Lama Redonda, villa rustica no século XII, das mais antigas da região, é digna de referência no património da freguesia. A ela existe referência de 1191 como instrumento de doação ao mosteiro de Salzedas por Pedro de Ooriz. É composta por vinhas e uma casa solarenga de dois pisos com capela particular (a que já se fez alusão).
Em Tões produz-se vinho, fruta e batata. Os cereais, trigo e centeio, foram cultivados noutros tempos. O Monte Raso era considerado um grande “celeiro” na aldeia e fora dela.

## Demografia
Nota: Com lugares desta freguesia foram criadas as freguesias de Aldeias em 1947 e Vacalar em 1958.
A população registada nos censos foi:
| Distribuição da População por Grupos Etários | Distribuição da População por Grupos Etários | Distribuição da População por Grupos Etários | Distribuição da População por Grupos Etários | Distribuição da População por Grupos Etários |
| -------------------------------------------- | -------------------------------------------- | -------------------------------------------- | -------------------------------------------- | -------------------------------------------- |
| Ano                                          | 0-14 Anos                                    | 15-24 Anos                                   | 25-64 Anos                                   | > 65 Anos                                    |
| 2001                                         | Armamar: 213                                 | Armamar: 188                                 | Armamar: 612                                 | Armamar: 209                                 |
| 2001                                         | Tões: 31                                     | Tões: 29                                     | Tões: 89                                     | Tões: 46                                     |
| 2001                                         | Coura: 7                                     | Coura: 3                                     | Coura: 34                                    | Coura: 21                                    |
| 2011                                         | Armamar: 224                                 | Armamar: 146                                 | Armamar: 675                                 | Armamar: 223                                 |
| 2011                                         | Tões: 15                                     | Tões: 19                                     | Tões: 77                                     | Tões: 36                                     |
| 2011                                         | Coura: 3                                     | Coura: 7                                     | Coura: 26                                    | Coura: 13                                    |
| 2021                                         | 201                                          | 150                                          | 818                                          | 341                                          |

## Evolução territorial
Em 2013, no âmbito de uma reforma administrativa nacional, foi-lhe anexado o território das então extintas freguesias de Tões e Coura.
À data da junção das freguesias, a população registada no censo anterior (2011) foi:
| Freguesia atual | Freguesia atual  | Freguesia atual | Freguesias antigas | Freguesias antigas | Freguesias antigas |
| Freguesia       | População (2011) | Área (km²)      | Freguesia          | População (2011)   | Área (km²)         |
| --------------- | ---------------- | --------------- | ------------------ | ------------------ | ------------------ |
| Armamar         | 1464             | 16,76           | Armamar            | 1268               | 9,29               |
| Armamar         | 1464             | 16,76           | Tões               | 147                | 2,02               |
| Armamar         | 1464             | 16,76           | Coura              | 49                 | 5,45               |

## Património
- Igreja Matriz de Armamar ou Igreja de São Miguel (Armamar)